# 埃克斯皮尔蒙
埃克斯皮尔蒙（法語：Expiremont，法語發音：[ɛkspiʁmɔ̃]）是法国滨海夏朗德省的一个市镇，位于该省东南部，属于容扎克区。

## 地理
埃克斯皮尔蒙（45°19'27"N, 0°22'19"W）面积5.66 平方千米，位于法国新阿基坦大区滨海夏朗德省，该省份为法国西部滨海省份，北起旺代省，西临大西洋，南至吉倫特省，东南接多爾多涅省，东北接德塞夫勒省接壤，东临夏朗德省。
与埃克斯皮尔蒙接壤的市镇（或旧市镇、城区）包括：绍纳克、库村、蒙唐德尔、波米耶-穆隆、蒂热拉圣莫里克。

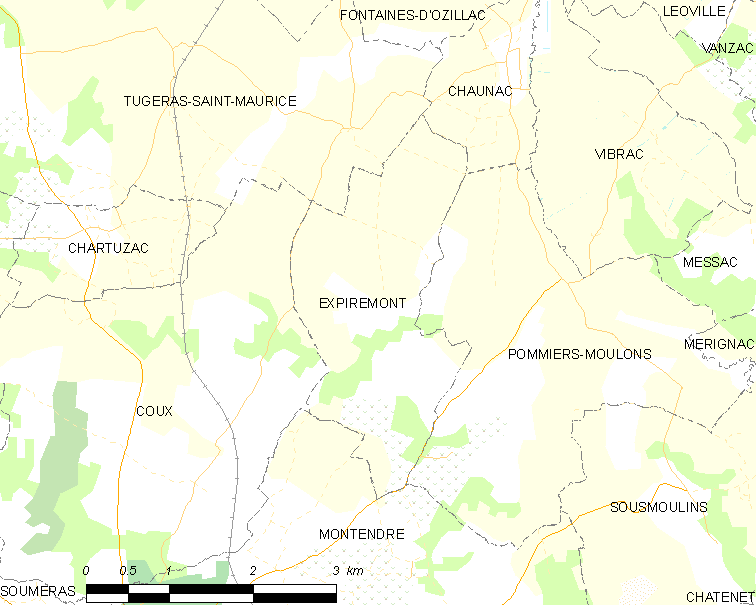
埃克斯皮尔蒙的OSM定位图

埃克斯皮尔蒙的时区为UTC+01:00、UTC+02:00（夏令时）。

## 行政
埃克斯皮尔蒙的邮政编码为17130，INSEE市镇编码为17156。

## 政治
埃克斯皮尔蒙所属的省级选区为三山县。

## 人口

1962-2008年间埃克斯皮尔蒙人口变化图示

埃克斯皮尔蒙于2022年1月1日时的人口数量为120人。